# Áreas importantes para tubarões e raias
As Áreas Importantes para Tubarões e Raias (ISRA , acrônimo em inglês para Important Shark and Ray Areas) são porções tridimensionais discretas de habitat que são importantes para uma ou mais espécies de condrictes (tubarões, raias e quimeras) e têm o potencial de serem geridas para conservação.  Este projeto é liderado pelo Grupo de Especialistas em Tubarões da Comissão para a Sobrevivência de Espécies da União Internacional para a Conservação da Natureza (UICN).  
A identificação de ISRAs é um processo puramente biocêntrico, baseado em fatos, fundamentado na aplicação de critérios científicos apoiados pelas melhores evidências científicas disponíveis. Isso torna o processo de identificação das ISRAs completamente independente de pressões políticas. O principal objetivo do projeto ISRA é atrair a atenção de políticos e tomadores de decisão para a necessidade de manter um estado de conservação favorável dos tubarões nessas áreas específicas, através da implementação de medidas de gestão adequadas, que podem incluir a designação de uma área marinha protegida ou outras medidas de gestão baseadas na área.  O projeto é financiado pelo Shark Conservation Fund, entre outros. 
Existem quatro critérios para que um habitat marinho seja considerado uma ISRA, que estão relacionados à sua vulnerabilidade, sua distribuição geográfica tridimensional, sua história de vida e atributos especiais das espécies.  Uma vez que as zonas ISRA são aprovadas e declaradas, elas são incorporadas em um mapa eletrônico na página do projeto. 

## ISRA por região

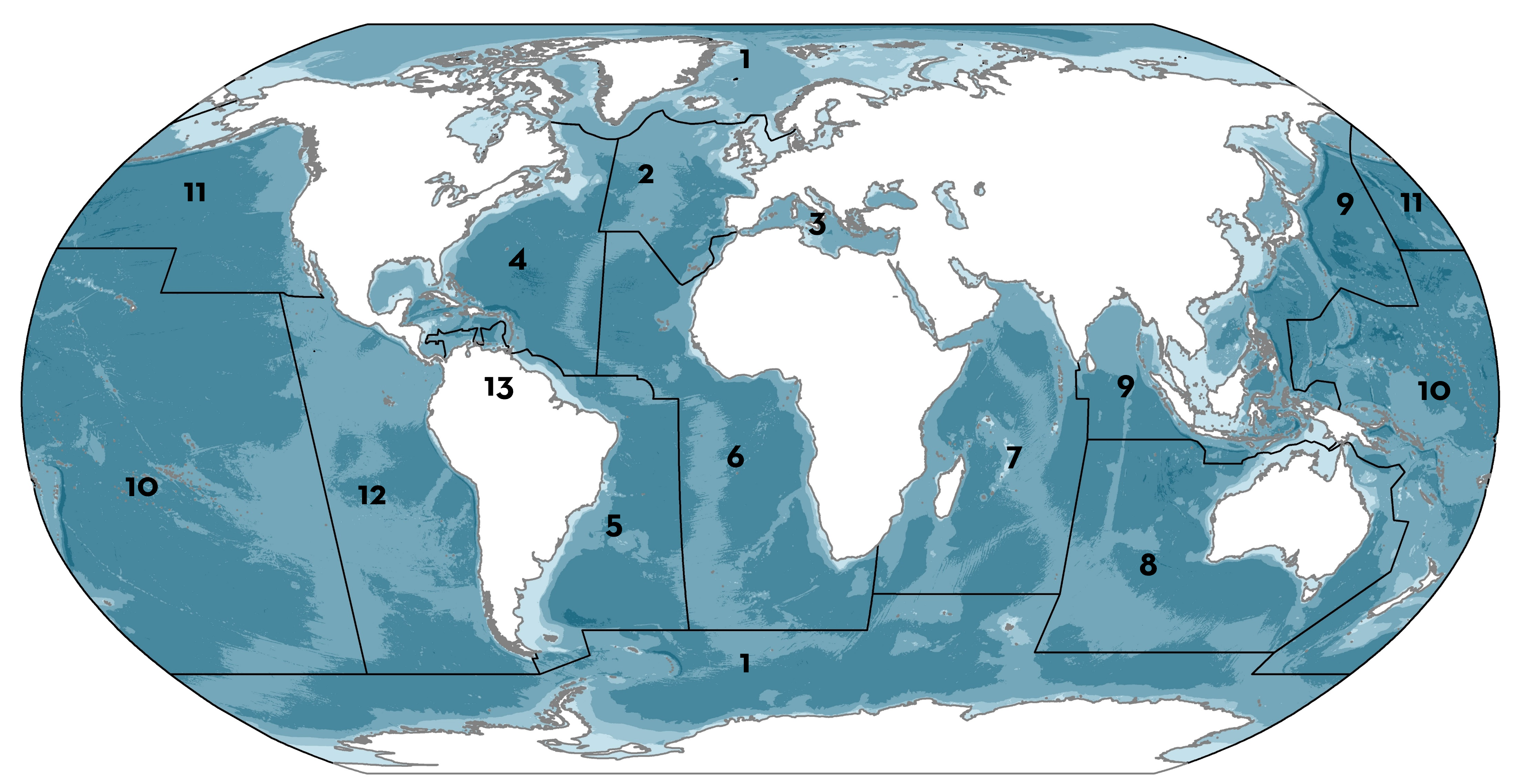
Os ISRAs são identificados por meio de um processo liderado por especialistas, planejado ao longo de uma série de 13 workshops regionais.

Em maio de 2024, foram identificadas 499 ISRAs, 19 ISRAs candidatas e 132 Áreas de Interesse  . ISRAs Candidatas e Áreas de Interesse são áreas onde mais informações são necessárias, mas têm potencial para se tornarem ISRAs.
As ISRAs são identificadas por meio de um processo liderado por especialistas, planejado ao longo de uma série de 13 workshops regionais que cobrem as águas globais. As treze regiões são:
1. Águas polares
2. Atlântico Europeu
3. Mediterrâneo e Mar Negro
4. Atlântico da América do Norte e Caribe
5. Atlântico da América do Sul
6. Atlântico Africano
7. Oceano Índico Ocidental
8. Oceano Índico Australiano e Sudeste
9. Ásia
10. Nova Zelândia e Ilhas do Pacífico
11. Pacífico Norte Americano
12. Pacífico Central e Sul-Americano
13. Águas Continentais da América do Sul.

No primeiro workshop regional em outubro de 2022, a equipe do projeto ISRA e especialistas locais identificaram 65 ISRAs na região do Pacífico da América Central e do Sul (do Golfo da Califórnia no México ao sul do Chile, incluindo as ilhas oceânicas de Revillagigedo, Ilha de Páscoa, entre outras).  
No segundo workshop regional, realizado em maio de 2023, foram identificadas 65 ISRAs para a região do Mediterrâneo e do Mar Negro.   
No terceiro workshop regional, em Setembro de 2023, foram identificadas 125 ISRAs para a região do Oceano Índico Ocidental. 
No quarto workshop regional, em Janeiro de 2024, foram identificadas 122 ISRA para a região da Ásia.  

## Critérios ISRA

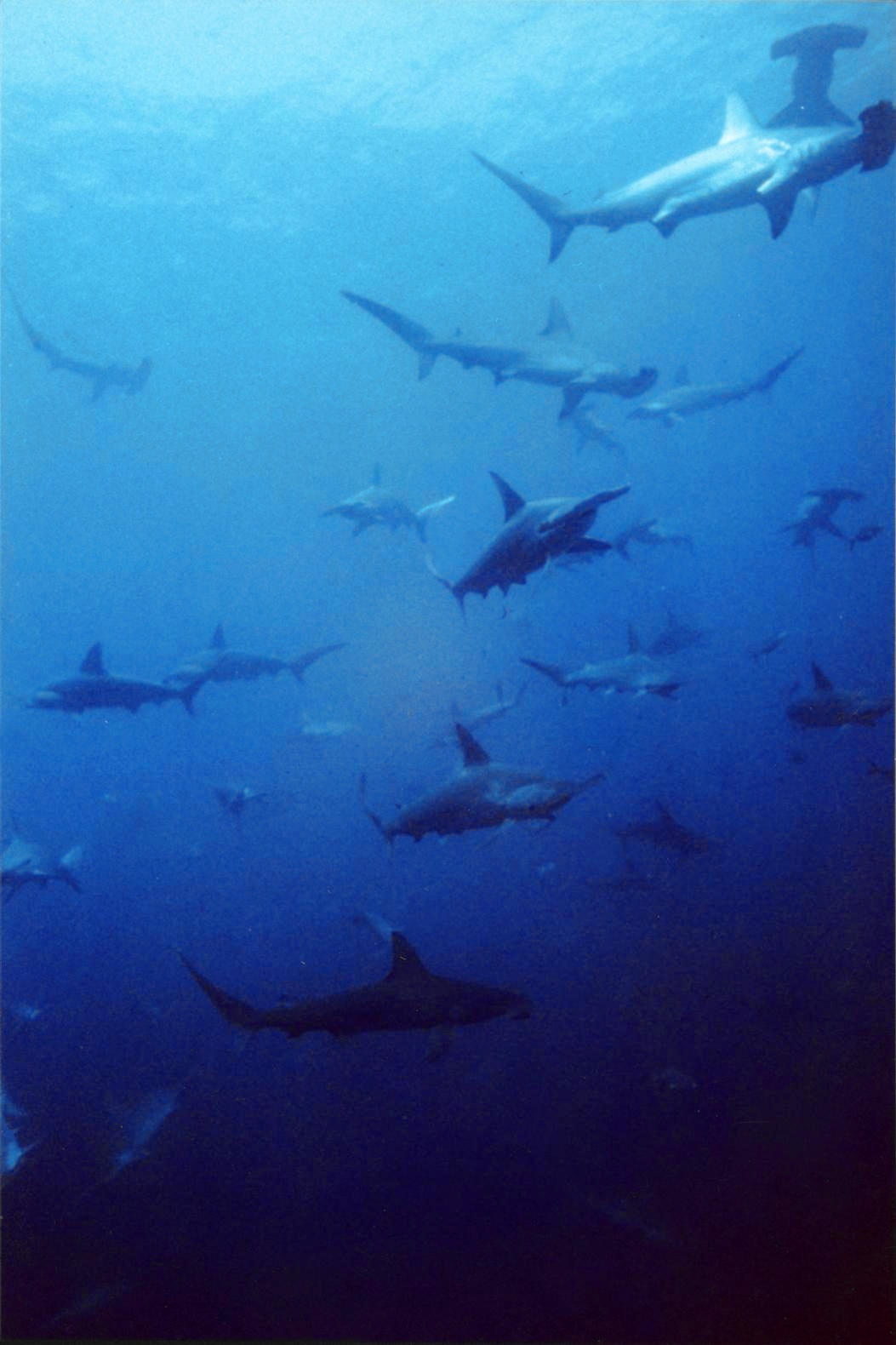
Agregação de tubarões-martelo nas Ilhas Galápagos

A identificação de ISRAs é obtida por meio da aplicação de critérios com base científica. A definição desses critérios ISRA é de vital importância para a eficácia da ferramenta em termos de aplicação, padronização e consistência em todas as áreas identificadas, bem como para garantir a comparabilidade entre ISRAs em escalas nacionais, regionais e internacionais. Os critérios foram concebidos para cobrir aspectos importantes da biologia dos tubarões (por exemplo, idade, crescimento e reprodução), ecologia e estrutura populacional, e incluem múltiplos aspectos da vulnerabilidade das espécies, padrões de distribuição e movimento, abundâncias, requisitos específicos de habitat e atividades-chave do ciclo de vida, bem como áreas de elevada diversidade e endemismo. 
Critério A - Vulnerabilidade são áreas importantes para a persistência e recuperação de tubarões, raias e/ou quimeras que estão ameaçadas de acordo com a Lista Vermelha de Espécies Ameaçadas da IUCN ou em listas nacionais.
Critério B - Distribuição Restrita são áreas que contêm a presença regular e/ou previsível de tubarões, raias e/ou quimeras com distribuição restrita e que são ocupadas permanentemente ou sazonalmente.

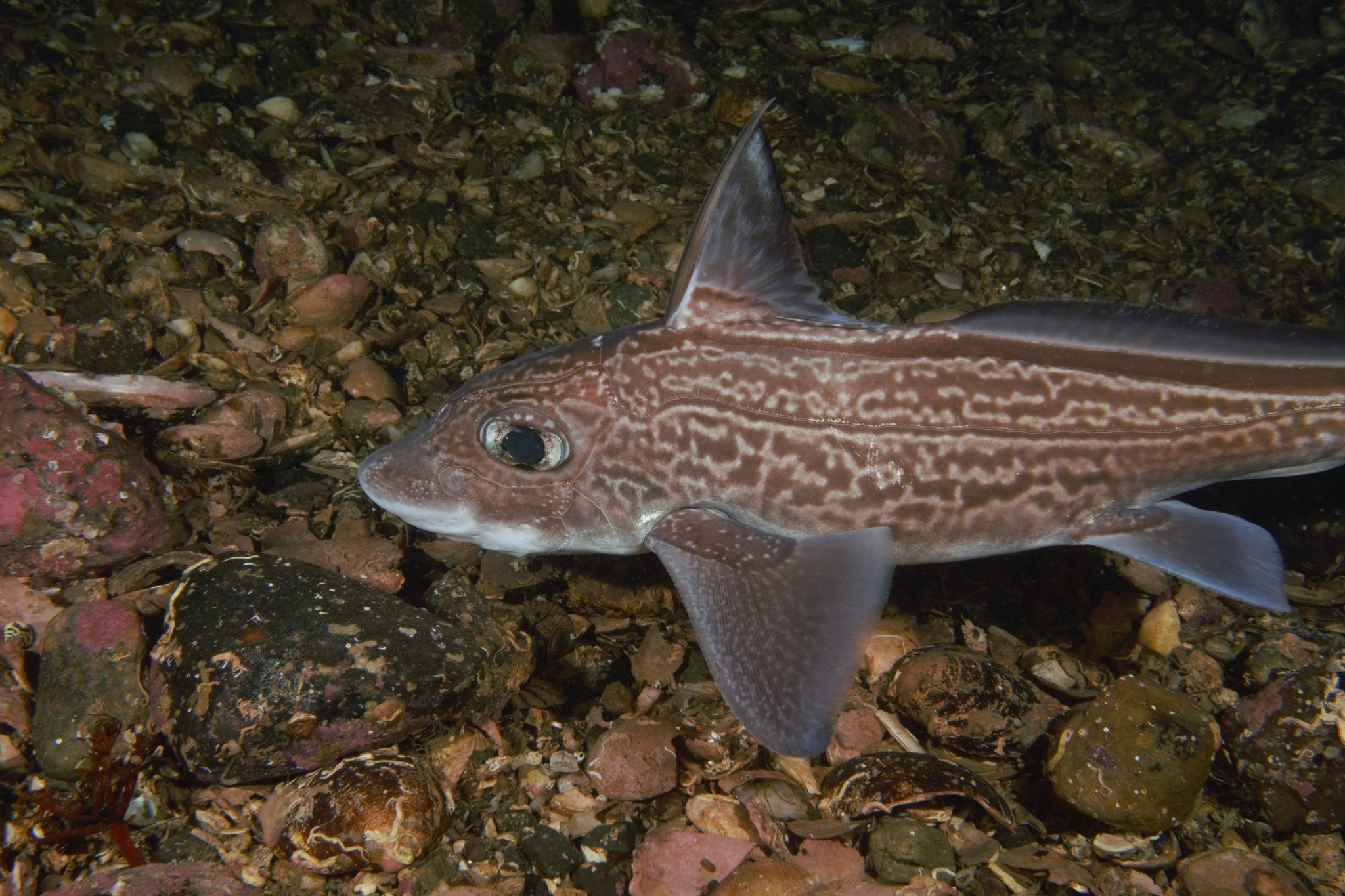

Critério C - História de vida são áreas importantes para tubarões, raias e/ou quimeras, onde eles desempenham funções importantes ao longo de seu ciclo de vida (incluindo reprodução, alimentação, repouso, movimentação ou agregações indefinidas). Subcritério C1 - Áreas reprodutivas são áreas importantes para acasalamento, parto, postura de ovos ou que fornecem abrigo e outros benefícios para tubarões recém-nascidos ou com menos de um ano de idade. Subcritério C2 - Áreas de alimentação são áreas importantes para a nutrição dos tubarões durante um ou mais estágios do ciclo de vida. Subcritério C3 - Áreas de repouso são áreas importantes para a conservação de energia em tubarões e geralmente estão relacionadas a condições ambientais ou fatores temporais. Subcritério C4 - Movimentação são áreas usadas regular ou previsivelmente por tubarões durante movimentos, como migrações, que contribuem para a conectividade de áreas importantes. Subcritério C5 - Agregações indefinidas são áreas onde ocorrem agregações ou agrupamentos regulares e/ou previsíveis de tubarões, durante todo o ano ou sazonalmente, mas sua função é atualmente desconhecida.

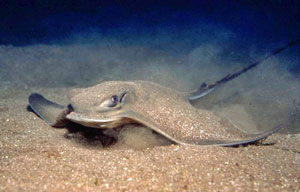
Ratão-águia se alimentando.

Critério D - Atributos Especiais são áreas importantes  consideradas distintas por atributos biológicos, comportamentais ou ecológicos (únicos ou associados a um tipo de habitat único) ou que suportam diversidade significativa de espécies. Subcritério D1 - Áreas Distintas são onde os tubarões exibem características biológicas, comportamentais ou ecológicas distintas. Subcritério D2 - Diversidade são áreas que contêm diversidade significativa de tubarões.

## Importância do ISRA
Os condrictes (tubarões, raias e quimeras) enfrentam uma crise de extinção global. De acordo com a Lista Vermelha de Espécies Ameaçadas da IUCN, estima-se que mais de um terço dos condrictes estejam atualmente ameaçados de extinção.  Ao longo do último século, a pesca teve um impacto significativo e cumulativo sobre os condrictes e essa ameaça foi exacerbada pela perda de habitat e pelas mudanças climáticas. Os níveis de ameaça são mais altos nas áreas costeiras, onde são encontradas 75% das espécies ameaçadas. Isto faz dos tubarões um dos táxons mais ameaçados do ambiente marinho, ficando atrás apenas dos anfíbios a nível mundial. 

## Links externos
- Site